# Timo K. Mukka

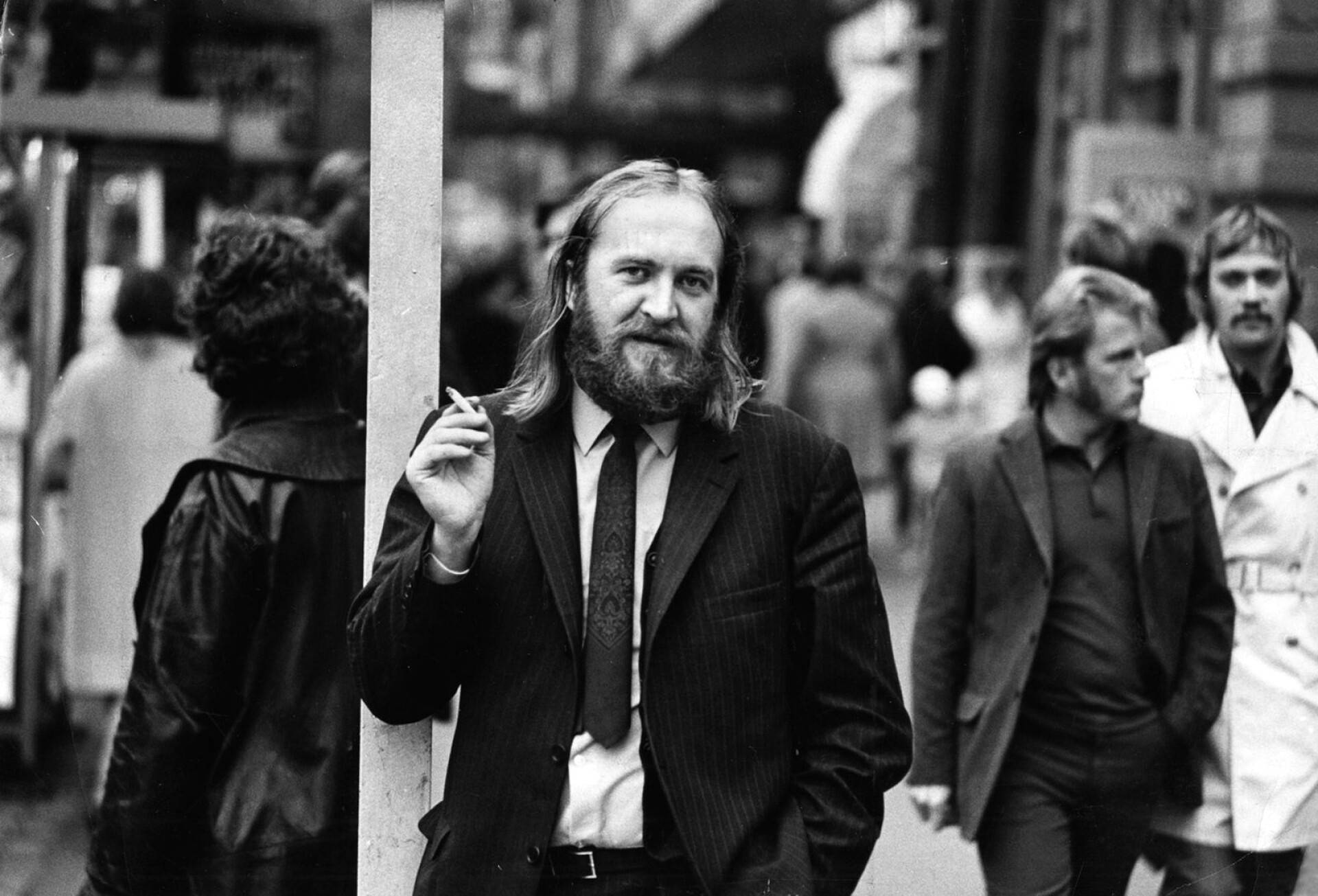
Timo K. Mukka

Timo Kustaa Mukka, född den 17 december 1944 i Bollnäs, död den 27 mars 1973 i Rovaniemi i Finland, var en finländsk författare, som skrev om livet för människorna i Lappland.

## Biografi
Timo K. Mukka tillbringade sin barndom i byn Orajärvi i Pello kommun i norra Finland. Byn hade en stark närvaro av både laestadiankristna och kommunister, vilket påverkade utvecklingen av hans världsbild.
Vid tretton års ålder, drabbades han av hjärnhinneinflammation och även om han överlevde sjukdomen, led han av svår huvudvärk i tonåren. Under den tiden förändrades hans personlighet radikalt och han försökte även begå självmord.
En tidig påverkan på Timo K. Mukkas författarskap var LM Montgomerys Emily i New Moon. Han skickade sin första egna berättelse till en förläggare när han var tretton år. Även om det avvisades fortsatte han att skicka berättelser och dikter till förläggaren, alltid med en anteckning om att de skrifter som inte accepterades skulle brännas.
Hösten 1961 flyttade Timo K. Mukka till Helsingfors för att studera vid Konsthögskolan för att bli målare. Han var den yngste eleven någonsin att skriva in sig på skolan. Hans studier där varade emellertid inte länge då han hoppade av påföljande vår. Under sin tid på skolan träffade han sin blivande fru, Tuula Pekkola.
Senare samma år, den 5 juni, dog Timo K. Mukkas far. Förlusten hade en långvarig påverkan på författaren och är tydlig i många av hans verk. Den senare hälften av 1962 arbetade han på olika jobb, hade ett kort religiöst uppvaknande och skrev dagligen till Tuula Pekkola. Hans andliga sökande slutade till sist med en vision han upplevde, som omedelbart formade hans syn på liv och död och runt årsskiftet började han skriva romanen Maa on syntinen laulu (svenska: Jorden är en syndfull sång) som, när han förklarade den för sin förläggare senare, var en grundlig beskrivning av dessa insikter.

## Författarskap
Under sin karriär skrev Timo K. Mukka nio romaner, i en lyrisk prosastil, om de svåra förhållandena i Lappland, där han tillbringade sin barndom och det mesta av sitt vuxna liv. Dessa böcker publicerades mellan 1964 och 1970.
I början av 1960-talet uppstod en rörelse i den finska litteraturen kallad spontan-konfessionell fiktion. Den var starkt påverkad av Henry Millers skrifter. Dess två mest framträdande representanter var poeten och översättaren Pentti Saarikoski och författaren Hannu Salama, den moderna finländska litteraturens "enfants terribles". Bland de författare som tillhör denna rörelse, anses Timo K. Mukka vara den mest ursprungliga och den mest konsekventa i sitt skrivande.
Hans första roman, Jorden är en syndfull sång, blev 1973 grunden till en mycket populär film med samma titel, den första filmen av den finska regissören Rauni Mollberg. Filmen var, när den gick upp på biograferna 1974, den mest sedda filmen i den finländska filmhistorien, men Finlands statliga filmråd begränsade dess spridning.